# Vývoj evropské migrační krize v říjnu 2015
V říjnu 2015 dosahoval proud migrantů mířících do Evropské unie v rámci takzvané evropské migrační krize vůbec největších rozměrů za celý rok 2015.

## Vývoj krize v říjnu 2015

### Pokračování krize v EU

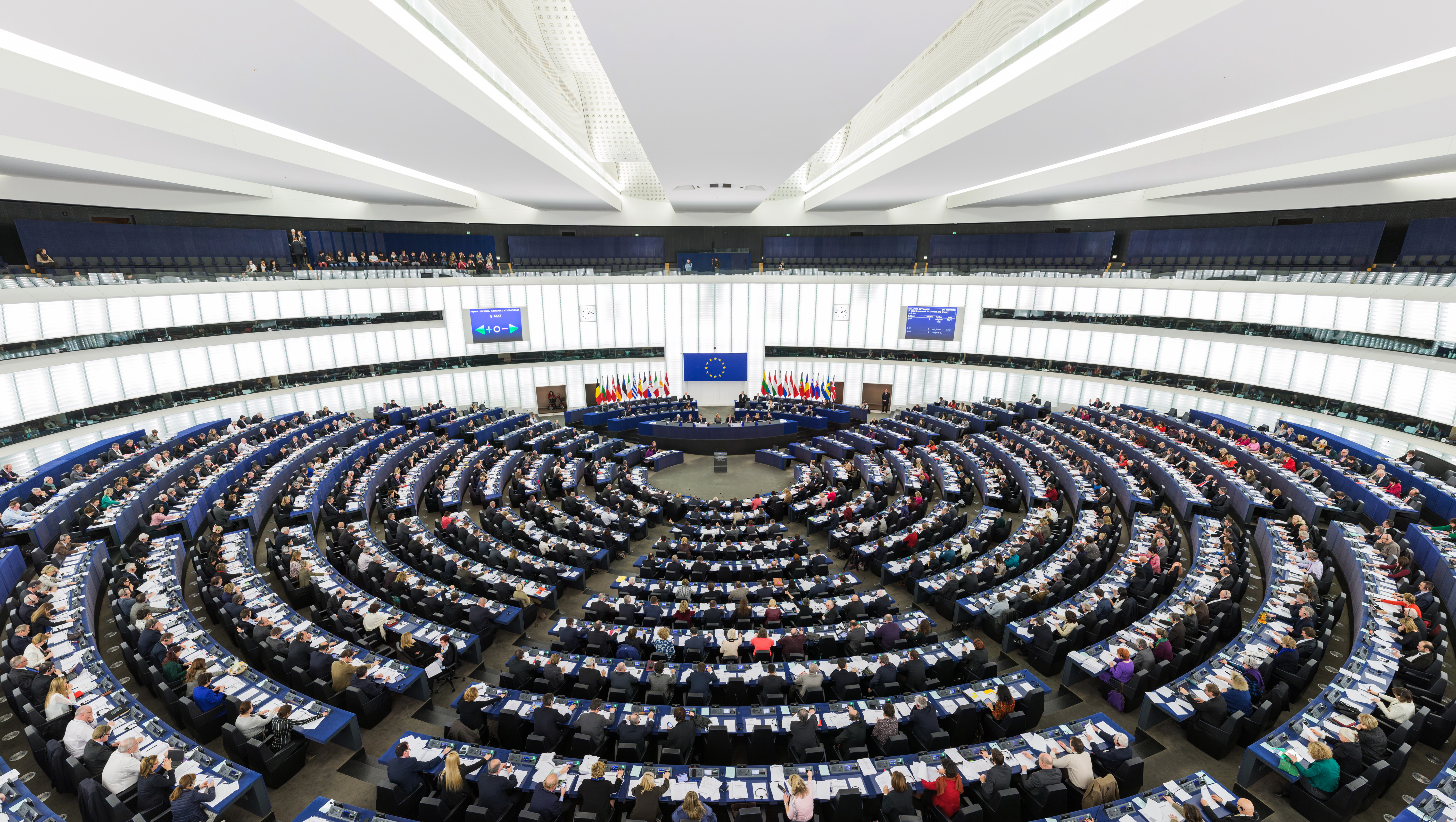
V Evropském parlamentu probíhají jednání ohledně imigrační krize

Dne 1. října šéf úřadu maďarského premiéra János Lázár uvedl, že pokud Chorvatsko není schopno dodržovat unijní předpisy a registrovat přicházející migranty, vyvolává tím pochyby o oprávněnosti chorvatského členství v Evropské unii i o jeho připravenosti na vstup do Schengenského prostoru. Rovněž oznámil, že byla dokončena stavba dvou úseků plotu na maďarsko-chorvatských hranicích o celkové délce 116 km.
Dne 3. října uvedla chorvatská vláda, že od počátku imigrační krize přišlo do Chorvatska již více než 100 000 migrantů. Téhož dne dopoledne musel být na několik hodin uzavřen Eurotunnel poté, co do něj v Calais vnikla asi stovka imigrantů. Dne 4. října uvedly německé úřady, že je možné, že do Německa v průběhu roku 2015 přijde až 1,5 mil. žadatelů o azyl. Dne 5. října schválila česká vláda vyslání 21 vojáků a ženijní techniky na střežení schengenské hranice do Maďarska, kde měli pobývat do 15. prosince. Probíhala také jednání mezi vysokými zástupci Turecka a Evropské unie o zastavení migrační krize, byla zmíněna i finanční pomoc Turecku na vypořádání se s náporem syrských uprchlíků. Někteří zástupci EU i jednotlivých členských států vyjádřili své obavy nad zhoršením migrační situace v Evropě kvůli zapojení Ruska do konfliktu v Sýrii, jehož údery mířily jak proti Islámskému státu, tak i proti ostatním odpůrcům vlády Bašára al-Asada, označovaným jako umírněná opozice. Dle agentury Frontex vstoupilo od začátku roku 2015 do konce září Evropy již 630 000 migrantů a množily se také násilnosti v německých azylových zařízeních ze strany imigrantů. Dne 9. října odletěla první skupina Eritrejců z Itálie do Švédska v rámci kvót na přerozdělování běženců. Od soboty 10. října se dočasně zvýšil počet policistů na česko-rakouských hranicích, a to z 200 na 720, v připravenosti posílit ochranu hranic bylo i několik stovek vojáků.

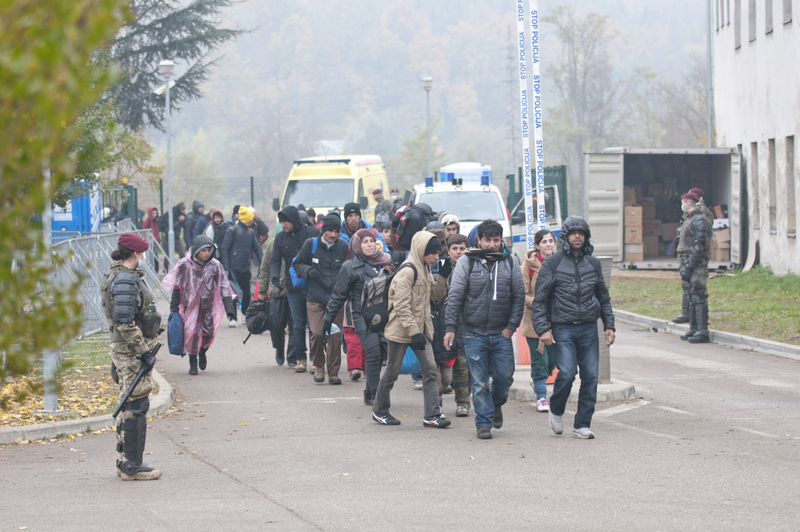
Běženci ve Střední Evropě

V pondělí 12. října se v ČR otevřelo čtvrté detenční zařízení pro cizince nelegálně pobývající na českém území, a to v Drahonicích na Žatecku. Také byly prodlouženy německé kontroly na hranicích s Rakouskem minimálně do 1. listopadu. Dne 14. října začalo 21 českých vojáků v Maďarsku pomáhat se zvládáním migrační krize, k vyslání 50 policistů do Maďarska se rozhodlo také Slovensko. Úřad vysokého komisaře OSN pro uprchlíky uvedl, že ve Středozemním a Egejském moři utonulo letos při pokusu dostat se do Evropy již přes 3 000 migrantů. Dne 14. října se v Ankaře uskutečnila jednání mezi Tureckem a Evropskou unií, při kterých zástupci Turecka žádali o 3 miliardy eur (81 miliard Kč) na řešení migrační krize, zástupci EU s požadavkem souhlasili. Dne 15. října se konal summit EU k imigrační krizi, který dle Donalda Tuska potvrdil záměr společné ochrany vnější hranice Schengenu organizací s rozšířenějšími pravomocemi, než má organizace na ochranu vnějších hranic Frontex a vznik akčního plánu na zmírnění migračního toku ve spolupráci s Tureckem. Dne 16. října uvedla česká cizinecká policie, že v případě rozhodnutí o obnovení kontrol na hranicích je již připravena potřebná technika.

### Uzavření maďarsko–srbské hranice a jeho důsledky

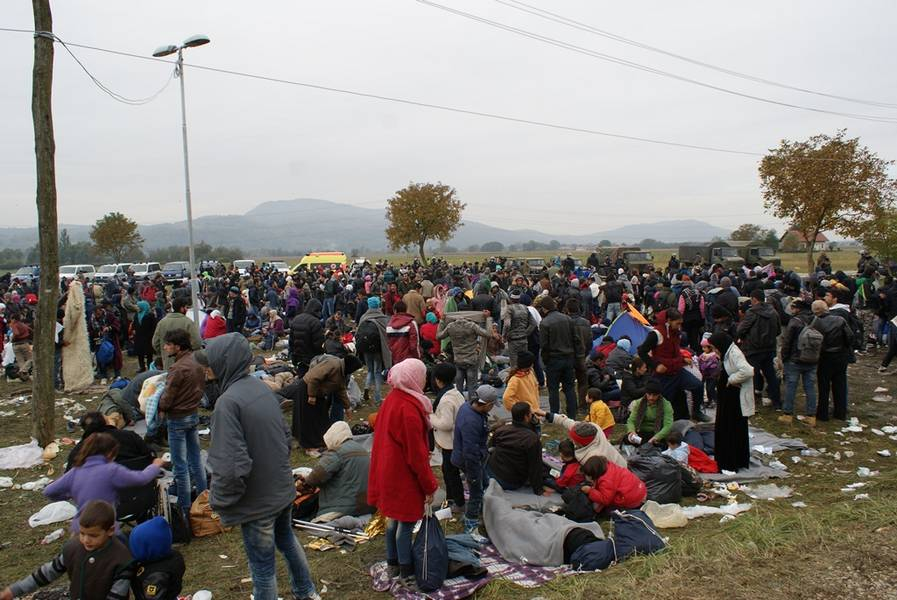
Migranti nedaleko slovinsko-rakouských hranic

Mírně vyhrocená situace ve vzájemných vztazích mezi Maďarskem a Chorvatskem se uklidnila poté, co byl dne 8. října 2015 vrácen zabavený vlak chorvatských železnic, který měl s ozbrojenými chorvatskými policisty vpašovat uprchlíky na maďarské území.
Dne 16. října oznámil maďarský ministr zahraničí Péter Szijjártó, že od půlnoci z 16. na 17. října uzavře Maďarsko celou svojí hranici s Chorvatskem pro uprchlíky a migranty. Uvedl to se slovy, že hledání celoevropského řešení v rámci evropské spolupráce selhalo a Maďarsko tudíž musí přijmout adekvátní vnitrostátní opatření samo. Provoz na hraničních přechodech mezi oběma zeměmi měl podle původních informací probíhat beze změny, avšak s přísnějšími kontrolami. Uzavření hranice bylo oznámeno hned poté, co byl dokončen pohraniční plot od řeky Dunaje až po Drávu, kudy vede pozemní hranice mezi Chorvatskem a Maďarskem. Chorvatské bezpečnostní složky tuto situaci očekávaly, a připravovaly se na přesměrování balkánské trasy z Tovarniku a tábora Opatovac přes Čakovec, Macelj a Mursko Središće na území Slovinska. I přes veškeré přípravy se však slovinské železnice rozhodly 16. října večer přerušit železniční spojení s Chorvatskem. a vypravovat pro přeshraniční dopravu mimořádné autobusové spoje.
Dne 17. října začalo Chorvatsko odklánět imigranty do Slovinska, které pro tyto účely zřídilo koridor přes své území do Rakouska. Podle slovinských představitelů bylo schopno Slovinsko zvládnout až 5 000 běženců denně. Ti byli na chorvatsko-slovinské hranici registrováni a poté pokračovali dále na západ. Slovinský premiér Miro Cerar téhož dne uvedl, že na pomoc se zvládnutím migrační situace bude nasazena armáda, což se o několik dní později také stalo.
Vlivem uzavření chorvatsko-maďarské hranice se přesunula balkánská migrační trasa do Slovinska. To po několika dnech od maďarského uzavření hranice téměř přestalo situaci zvládat, jelikož každý den od poloviny října přicházelo do Slovinska přes 8 000 migrantů, kteří dále pokračovali do Rakouska. Zatímco ještě 16. října souhlasila slovinská vláda se zřízením koridoru pro imigranty přes své území, poté, co se ukázalo, jaké problémy s sebou průchod migrantů přináší, začala ostře kritizovat Chorvatsko, které přemisťovalo migranty od srbsko-chorvatské hranice k chorvatsko-slovinské hranici s cílem dostat je co nejrychleji ze svého území. Během víkendu 24.- 25. října dorazilo do Slovinska 25 000 migrantů, z toho 25. října jich bylo 15 000, což bylo nejvíce od přesunutí balkánské migrační trasy právě do Slovinska. Slovinský premiér Miro Cerar vyzval Evropskou unii k okamžité pomoci a řekl, že v případě pokračování situace by podle něj hrozil za několik týdnů rozpad EU.

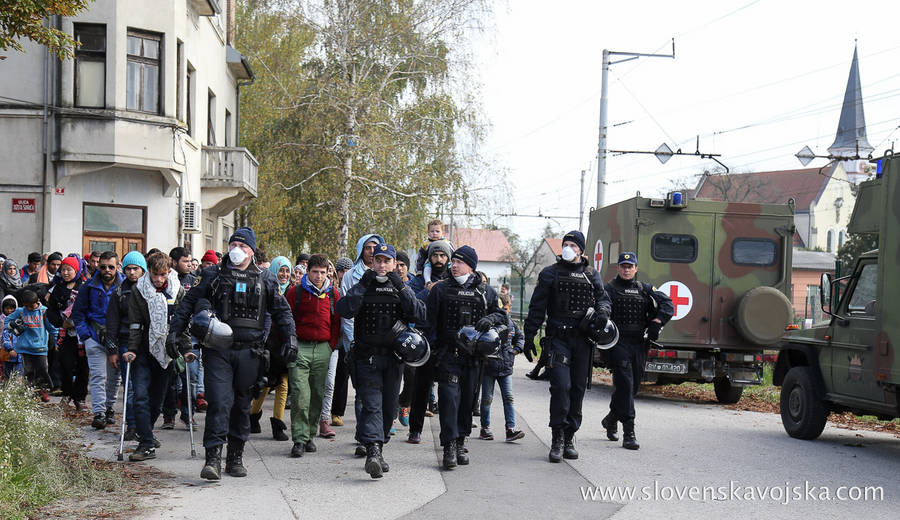
Ve Slovinsku byla na zmírnění dopadů migrační krize povolána armáda

Dne 25. října se uskutečnilo jednání mezi některými zeměmi EU, které jsou zasaženy migrační krizí. K jednání byly přizvány i státy Balkánu. Jedním z jeho závěrů byla odhodlanost politických představitelů balkánských zemí uzavřít hranice se svými jižními sousedy (Albánií a Řeckem) v případě, přestane-li Německo přijímat uprchlíky. Srbský premiér Aleksandar Vučić však odmítl budovat bariéru na jižní hranici Srbska s Makedonií. Souhlasil však s tím, že by Srbsko mohlo dobrovolně přijmout určitou část uprchlíků, a to i přesto, že sama země není členem EU. I přesto však někteří balkánští političtí představitelé, například bulharský premiér Bojko Borisov, označili summit za ztrátu času. Dne 28. října slovinský premiér Miro Cerar oznámil záměr na výstavbu plotu na hranici s Chorvatskem a v listopadu také Slovinsko začalo s výstavbou plotu.

### Další průběh krize v Evropě
Dne 18. října 2015 oznámil český ministr vnitra Milan Chovanec, že počet migrantů procházejících přes české území v posledních týdnech klesl, zejm. kvůli faktu, že je poměrně velká pravděpodobnost, že budou při průjezdu Českem zadrženi. Dne 20. října OSN uvedla, že do Řecka připlulo z Turecka od počátku roku již přes 500 000 lidí. Problémy s nelegálním překračováním hranice má i Norsko, kam se přes společnou rusko-norskou hranici dostalo od ledna do října 2015 již přes 1 500 migrantů. Dne 21. října německá policie uvedla, že za první tři čtvrtletí roku 2015 spáchali extremisté již 461 útoků na ubytovny pro imigranty. Téhož dne oznámilo Chorvatsko, že od počátku migrační krize prošlo touto zemí již 217 000 osob. Maďarský premiér Viktor Orbán kritizoval Evropskou unii za nečinnost a média za to, že publikují téměř výhradně snímky žen a dětí, zatímco přes 70 procent všech imigrantů jsou muži. Od 18. do 22. října připlulo do Řecka 48 000 migrantů, což bylo za takto krátké období nejvíce v průběhu roku 2015. Mezi příčinami tohoto vzestupu bývalo uváděno blížící se zimní období, během kterého je kvůli nízkým teplotám a rozbouřenému moři obtížnější proniknout nelegálně do Evropy, a také otevřený přístup k migrantům ze strany německé kancléřky Angely Merkelové, který vyvolal nevoli i mezi některými bavorskými politiky.

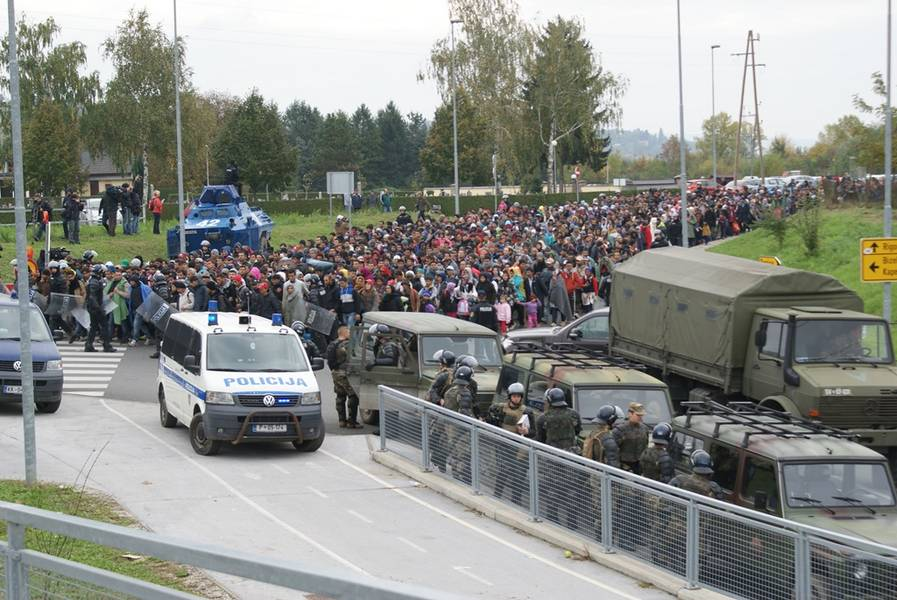
Do Slovinska přicházelo v polovině října každý den téměř 10 000 imigrantů

Dne 24. října oznámil francouzský ministr vnitra Bernard Cazeneuve, že počet migrantů ve stanovém táboře v Calais již překročil hranici 6 000 osob, což bylo dáno především přísnějšími bezpečnostními opatřeními v okolí terminálu v Calais, kudy se migranti vlaky dostávali nelegálně do Velké Británie. V Německu začaly téhož dne platit přísnější azylové zákony, které mj. stanovily seznam tzv. bezpečných zemí, kam je možné migranty rychleji vracet. Dne 26. října premiér Řecka, které je většinou prvním státem, kde migranti vstoupí na území EU, Alexis Tsipras slíbil, že zajistí kapacitu pro ubytování 50 000 běženců, ale očekává, že veškeré náklady ponese Evropská unie, příp. OSN. Německo také rozhodlo o dalším prodloužení hraničních kontrol, a to minimálně do 13. listopadu. Dne 29. října odjelo 50 policistů do Maďarska, kde měli minimálně po dobu jednoho měsíce pomáhat střežit vnější schengenskou hranici. Téhož dne byly v Rakousku oznámeny plány na vybudování plotu na hranici se Slovinskem, které mají pomoci kontrolovat tok tisíců migrantů, přicházejících do země každým dnem. Rakouský kancléř Werner Faymann tento plán upřesnil s vysvětlením, že se bude jednat jen o "stavební úpravy", které pomohou dostat proud migrantů pod kontrolu. Šéf úřadu maďarského premiéra János Lázár sdělil, že Maďarsko nebude přijímat žádné imigranty, kteří čekají na deportaci v jiných státech EU, jelikož mají být vraceni do prvního státu, ve kterém vstoupili do Schengenského prostoru, a tím je v drtivé většině případů Řecko.
Dne 30. října oznámil německý nejvyšší soud, že již obdržel přes 400 trestních oznámení na kancléřku Angelu Merkelovou, ve kterých autoři těchto oznámení obviňují Merkelovou z vlastizrady kvůli jejímu vstřícnému postoji k přijímání běženců. Ani v závěru října počet imigrantů připlouvajících do Řecka neklesá, dne 30. října se jich sem tímto způsobem dostalo 8 700, dalších až 150 běženců se utopilo a tisíce dalších migrantů proudí i z Rakouska do Německa. Také Slovinsko se potýkalo s vážnými problémy souvisejícími s migrační krizí, do země přicházelo přes 8 000 migrantů každý den. Dne 31. října německá vláda oficiálně uvedla, že v roce 2015 očekává příchod 1 000 000 migrantů, neoficiálně se ale mluvilo až o 1 500 000 lidech. Evropská unie také rozhodla o navýšení humanitární pomoci do uprchlických táborů v Jordánsku, odkud také přichází část běženců, o dalších 28 mld. Eur (přes 750 mil. Kč); záměr poskytnout Jordánsku humanitární pomoc v hodnotě 100 mil. Kč v roce 2016 již dříve oznámila česká vláda.
Za říjen 2015 do Evropy připlulo po moři dle agentury Frontex 218 000 migrantů, podle OSN dokonce 221 500 běženců, což je více než za celý rok 2014. Drtivá většina z nich, asi 190 000 běženců, vstoupilo do EU přes Řecko balkánskou trasou.